# Euparyphus lagunae
Euparyphus lagunae är en tvåvingeart som beskrevs av Cole 1912. Euparyphus lagunae ingår i släktet Euparyphus och familjen vapenflugor. Inga underarter finns listade i Catalogue of Life.